# En flicka på gaffeln
En flicka på gaffeln (eng: There's a Girl in My Soup) är en brittisk komedifilm från 1970 i regi av Roy Boulting. I huvudrollerna ses Peter Sellers och Goldie Hawn.

## Handling
TV-personligheten Robert Danvers, som förför unga kvinnor dagligen, träffar sin like i Marion, en ung amerikanska som har flyttat till England för kärleken, sin opålitliga musikerpojkvän. 
Efter att hon blivit dumpad på en fest erbjuder Robert Marion att stanna hos honom i några dagar. Det dröjer inte länge förrän Robert slår på sin bästa charm för att erövra Marion som med alla andra kvinnor han varit med.
Men Marion visar att hon inte är som alla andra kvinnor han träffat och avvisar Robert. Istället bjuder Robert med henne på en resa till Frankrike för att försöka erövra henne då, men lyckas istället att bli kär i henne. 

## Om filmen
Filmen hade svensk premiär den 18 februari 1971 på biograf Saga i Stockholm.

## Rollista i urval
- Peter Sellers – Robert Danvers
- Goldie Hawn – Marion
- Tony Britton – Andrew Hunter
- Nicky Henson – Jimmy
- Diana Dors – Johns fru
- Judy Campbell – Lady Heather
- John Comer – John
- Gabrielle Drake – Julia
- Nicola Pagett – Clare
- Geraldine Sherman – Caroline
- Thorley Walters – Carlton Hotels ägare
- Ruth Trouncer – Gilly Hunter
- Françoise Pascal – Paola
- Christopher Cazenove – Nigel
- Raf De La Torre – Monsieur Le Guestier